# Oldřich Šimáček
Oldřich Šimáček (2. září 1919 Praha – 17. ledna 2014 Olomouc) byl český malíř, grafik a scénograf, dlouholetý scénograf Moravského divadla Olomouc a Národního divadla v Praze.

## Život
Oldřich Šimáček se narodil 2. září v Praze. V letech 1936–1942 studoval na Uměleckoprůmyslové škole v Praze pod vedením prof. Františka Kysely, prof. Kratochvíla a prof. Bendy obor dekorativní malba. Od roku 1942 byl angažován Českým divadlem v Olomouci jako jevištní technik a od roku 1942 až do konce roku 1958 působil v olomouckém divadle jako umělecký šéf výpravy. Od srpna roku 1959 byl vedoucím scénografem v Národním divadle v Praze, v letech 1966–1987 byl v Národním divadle ve funkci scénického výtvarníka . Oženil se s Věrou Šerclovou a v roce 1943 se jim narodil syn Ivan.

## Ocenění
- 1957 – Stříbrný odznak divadelní žatvy za uplynulou sezónu
- 1968 – titul zasloužilý umělec
- 1968 – Obdržel cenu Oldřicha Stibora za vynikající scénické výpravy her H. de Montherlant Mrtvá královna,  M. Vacek Milá sedmi loupežníků a G. Šmejlov Zmije
- 1971 – Obdržel státní cenu Klementa Gottwalda, kterou získal spolu s dalšími tvůrci inscenace opery S. Prokofjeva Vojna a mír na scéně Národního divadla v Praze
- 1971 – Zlatá medaile na Pražském quadriennale
- 1973 – Zlatá medaile na Biennale výtvarných umění v São Paulu jako nejlepší zahraniční scénograf[4]
- 1981 – Obdržel ocenění Zasloužilý člen ND [5]